# Krausz Gergő
Krausz Gergő (Várpalota, 1993. szeptember 15. –) magyar színművész.

## Életpályája
1993-ban született, gyermekkorát Pétfürdőn töltötte. 2009-2010 között a gyönki Tolnai Lajos Gimnázium, 2010-2012 között a Bródy Imre Gimnázium drámatagozatos tanulója volt. 2012-2017 között a Kaposvári Egyetem színművész szakos hallgatója volt Vidnyánszky Attila osztályában. 2017-2020 között a kaposvári Csiky Gergely Színház tagja volt, mellette több helyen is vendégszerepelt. 2020-tól a Szegedi Nemzeti Színház tagja.
2022-ben szerepelt a Sztárban sztár leszekǃ című műsorban.
Menyasszonya Menczel Andrea színésznő.

## Színházi szerepei

### Szegedi Nemzeti Színház
- Alan Jay Lerner – Frederick Loewe: My Fair Lady - Freddy Eynsford-Hill
- William Shakespeare: Vízkereszt, vagy amit akartok - Sebastian, Viola ikertestvére / zenész
- Fábián Péter: Gazdálkodj okosan! - Tamás, albérlő
- Fábián Péter: Kacsa - Játsszák
- Fazekas Mihály – Benkó Bence – Fábián Péter – Zságer-Varga Ákos: Matyi elszabadul, avagy sok lúd disznót győz - Ifjabb Lúdas Mátyás
- Marc Norman – Tom Stoppard – Lee Hall: Szerelmes Shakespeare - Will Shakespeare
- Móricz Zsigmond: Rokonok - Imrike, a Városháza mindenes tanonca
- Joseph Stein – Jerry Bock – Sheldon Harnick: Hegedűs a háztetőn - Percsik, az újító
- Lőrinczy Attila: Élve megégetve – boszorkánytéboly - Goran Saracevic, szerb kapitány
- Lőrinczy Attila: Élve megégetve – boszorkánytéboly - Gépírónők
- Eisemann Mihály – Halász Imre – Békeffi István: Egy csók és más semmi - Pincér / Krecsák
- Molnár Ferenc: Játék a kastélyban - Ádám
- Székely Csaba: Mária országa - Lackfi István, erdélyi vajda, majd horvát bán, majd nádor
- Edward Snape és a Fiery Angel Limited engedélye alapján John Buchan és Alfred Hitchcock: 39 lépcsőfok - Richard
- Presser Gábor-Sztevanovity Dusán: A padlás - Herceg
- Varsányi Anna: Az eprésző kislány - Jenő, erdész
- George Orwell: 1984 - Ampleforth, Martin
- Kovács Márton-Mohácsi testvérek: Johanna, avagy maradjunk már emberek - Szereplők
- Szirmai Albert-Bakonyi Károly-Gábor Andor: Mágnás Miska - Pixi

## Filmes és televíziós szerepei
- A mi kis falunk (2018) ...Kukoricaárus
- A Karantén Zóna - Kristóf (2022)
- Király Levente-díj (2025)[7]